# Progressione del record mondiale del decathlon maschile

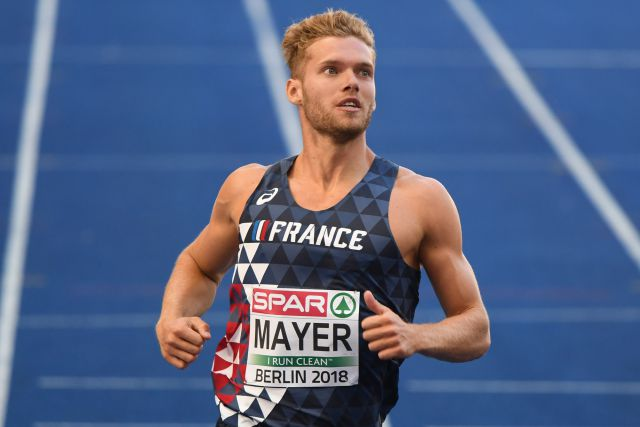
Kévin Mayer, detentore del record mondiale della specialità

La voce seguente illustra la progressione del record mondiale del decathlon maschile di atletica leggera.
Il primo record mondiale maschile venne riconosciuto dalla federazione internazionale di atletica leggera nel 1922. Ad oggi, la World Athletics ha ratificato ufficialmente 38 record mondiali di specialità.

## Progressione

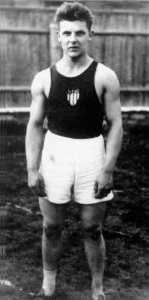
L'estone Aleksander Klumberg fu il primo recordman ufficiale

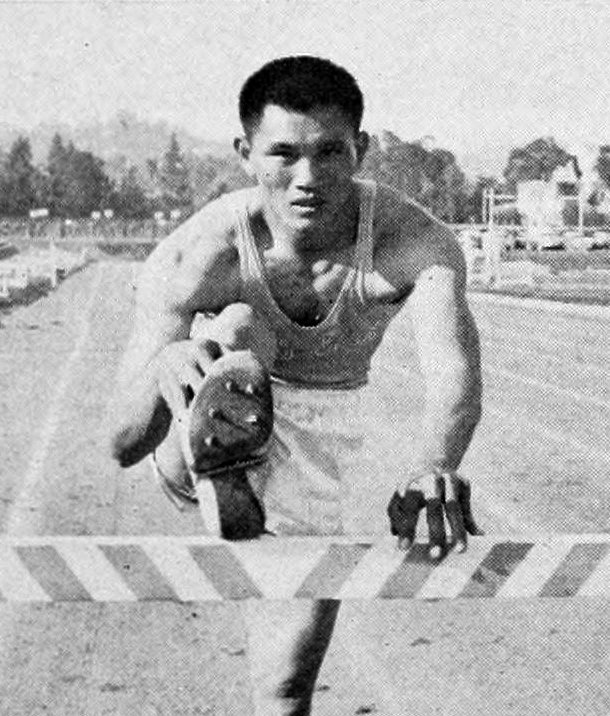
Yang Chuan-Kwang fu il primo e, finora, unico decatleta, detentore di record mondiale, che non provenisse dall'Europa o dagli Stati Uniti

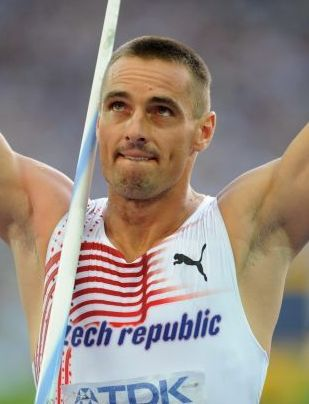
Roman Šebrle, primo decatleta a superare i 9000 punti

| Punti     | Punti (tabella 1985) | Atleta                | Nazione          | Luogo                       | Data              | Note  |
| --------- | -------------------- | --------------------- | ---------------- | --------------------------- | ----------------- | ----- |
| 7 485,61  | 6 087                | Aleksander Klumberg   | Estonia          | Helsinki, Finlandia         | 17 settembre 1922 |       |
| 7 710,775 | 6 476                | Harold Osborn         | Stati Uniti      | Colombes, Francia           | 12 luglio 1924    |       |
| 7 820,93  | 6 460                | Paavo Yrjölä          | Finlandia        | Viipuri, Finlandia          | 18 luglio 1926    |       |
| 7 995,19  | 6 566                | Paavo Yrjölä          | Finlandia        | Helsinki, Finlandia         | 17 luglio 1927    |       |
| 8 053,29  | 6 587                | Paavo Yrjölä          | Finlandia        | Amsterdam, Paesi Bassi      | 4 agosto 1928     |       |
| 8 255,475 | 6 865                | Akilles Järvinen      | Finlandia        | Viipuri, Finlandia          | 20 luglio 1930    |       |
| 8 462,235 | 6 736                | James Bausch          | Stati Uniti      | Los Angeles, Stati Uniti    | 6 agosto 1932     |       |
| 8 790,46  | 7 147                | Hans-Heinrich Sievert | Germania         | Amburgo, Germania           | 8 luglio 1934     |       |
| 7 900     | 7 254                | Glenn Morris          | Stati Uniti      | Berlino, Germania           | 8 agosto 1936     |       |
| 8 042     | 7 287                | Bob Mathias           | Stati Uniti      | Tulare, Stati Uniti         | 30 giugno 1950    |       |
| 7 887     | 7 592                | Bob Mathias           | Stati Uniti      | Helsinki, Finlandia         | 26 luglio 1952    |       |
| 7 985     | 7 608                | Rafer Johnson         | Stati Uniti      | Kingsburg, Stati Uniti      | 11 giugno 1955    |       |
| 8 014     | 7 653                | Vasilij Kuznecov      | Unione Sovietica | Krasnodar, Unione Sovietica | 18 maggio 1958    |       |
| 8 302     | 7 989                | Rafer Johnson         | Stati Uniti      | Mosca, Unione Sovietica     | 27 luglio 1958    |       |
| 8 357     | 7 839                | Vasilij Kuznecov      | Unione Sovietica | Mosca, Unione Sovietica     | 17 maggio 1959    |       |
| 8 683     | 7 981                | Rafer Johnson         | Stati Uniti      | Eugene, Stati Uniti         | 9 luglio 1960     |       |
| 9 121     | 8 010                | Yang Chuan-Kwang      | Taipei cinese    | Walnut, Stati Uniti         | 28 aprile 1963    |       |
| 8 230     | 8 120                | Russ Hodge            | Stati Uniti      | Los Angeles, Stati Uniti    | 24 luglio 1966    |       |
| 8 319     | 8 235                | Kurt Bendlin          | Germania Ovest   | Heidelberg, Germania Ovest  | 14 maggio 1967    |       |
| 8 417     | 8 310                | Bill Toomey           | Stati Uniti      | Los Angeles, Stati Uniti    | 11 dicembre 1969  |       |
| 8 454     | 8 466                | Mykola Avilov         | Unione Sovietica | Monaco, Germania Ovest      | 8 settembre 1972  |       |
| 8 524     | 8 420                | Bruce Jenner          | Stati Uniti      | Eugene, Stati Uniti         | 10 agosto 1975    |       |
| 8 538     | 8 454                | Bruce Jenner          | Stati Uniti      | Eugene, Stati Uniti         | 26 giugno 1976    |       |
| 8 618     | 8 634                | Bruce Jenner          | Stati Uniti      | Montréal, Canada            | 30 luglio 1976    |       |
| 8 622     | 8 648                | Daley Thompson        | Regno Unito      | Götzis, Austria             | 18 maggio 1980    |       |
| 8 649     | 8 667                | Guido Kratschmer      | Germania Ovest   | Bernhausen, Germania Ovest  | 14 giugno 1980    |       |
| 8 704     | 8 730                | Daley Thompson        | Regno Unito      | Götzis, Austria             | 23 maggio 1982    |       |
| 8 723     | 8 741                | Jürgen Hingsen        | Germania Ovest   | Ulma, Germania Ovest        | 15 agosto 1982    |       |
| 8 743     | 8 774                | Daley Thompson        | Regno Unito      | Atene, Grecia               | 8 settembre 1982  |       |
| 8 779     | 8 825                | Jürgen Hingsen        | Germania Ovest   | Bernhausen, Germania Ovest  | 5 giugno 1983     |       |
| 8 798     | 8 832                | Jürgen Hingsen        | Germania Ovest   | Mannheim, Germania Ovest    | 9 giugno 1984     |       |
| 8 798     | 8 847                | Daley Thompson        | Regno Unito      | Los Angeles, Stati Uniti    | 9 agosto 1984     |       |
| 8 891     | 8 891                | Dan O'Brien           | Stati Uniti      | Talence, Francia            | 5 settembre 1992  |       |
| 8 994     | 8 994                | Tomáš Dvořák          | Rep. Ceca        | Praga, Repubblica Ceca      | 4 luglio 1999     |       |
| 9 026     | 9 026                | Roman Šebrle          | Rep. Ceca        | Götzis, Austria             | 27 maggio 2001    |       |
| 9 039     | 9 039                | Ashton Eaton          | Stati Uniti      | Eugene, Stati Uniti         | 23 giugno 2012    |       |
| 9 045     | 9 045                | Ashton Eaton          | Stati Uniti      | Pechino, Cina               | 29 agosto 2015    |       |
| 9 126     | 9 126                | Kévin Mayer           | Francia          | Talence, Francia            | 16 settembre 2018 | [ 3 ] |